# Homegrown (UB40)
Homegrown è il quattordicesimo album in studio del gruppo musicale britannico UB40, pubblicato nel 2003.

## Tracce
1. So Destructive
2. I Knew You
3. Drop on By
4. Someone Like Me
5. Freestyler
6. Everything Is Better Now
7. Just Be Good (Bushman Dub)
8. Young Guns
9. Hand That Rocks The Cradle
10. Nothing Without You
11. Nothing Without You (Dub)
12. Swing Low feat. United Colours of Sound (Bonus Track)